# Civilization: Call to Power
Civilization: Call to Power (ou CivCTP) é um jogo de computador em turnos, desenvolvido pela Activision baseada na série Civilization, de Sid Meier. Foi portado para Linux pela Loki Software.
Uma sequência, Call to Power II, foi lançada 18 meses depois do original. A sequência não pôde ter "Civilization" em seu nome pois a Activision não teve a licença para incluir a palavra Civilization no nome do seu segundo jogo.